# Els immortals
Els immortals (títol original: Highlander) és una pel·lícula estatunidenco-britànica realitzat per Russell Mulcahy i escrita per Gregory Widen, estrenada l'any 1986. Malgrat el seu poc èxit inicial als Estats Units, es va vendre bé en vídeo i ha conegut diverses continuacions cinematogràfiques així com nombrosos derivats en series de televisió, novel·les i dibuixos animats. Ha estat doblada al català.

## Argument
1985: l'antiquari Russell Nash (Christophe Lambert) decapita Iman Fasil en un duel a espasa en el parking subterrani del Madison Square Garden. Amaga la seva katana abans d'abandonar el lloc però és detingut a la sortida per la policia de Nova York.
1536: Connor MacLeod, jove del clan escocès dels MacLeod, marxa a lliurar la seva primera batalla contra un clan adversari, el Clan Fraser. Durant la batalla, Connor és greument ferit per un misteriós cavaller negre, el Kurgan (Clancy Brown). Contra tot pronòstic, Connor sobreviu miraculosament a aquesta ferida de la qual no s'hauria mai recuperat, i es restableix ràpidament. Aquest esdeveniment singular li suposa ser bandejat del seu clan, perquè se l'acusa d'estar posseït pel diable.
1985: Recollint dels indicis sobre l'escena del crim, l'expert en medicina legal Brenda Wyatt (Roxanne Hart) descobreix un petit tros del katana de Nash en un pilar del parking i el fa analitzar. Amb gran sorpresa, resulta que l'arma tindria diversos segles, ja que els Japonesos no han fabricat aquests sabres abans de l'edat mitjana. Russell Nash, després d'haver estat interrogat, és deixat anar per falta de proves, però Brenda intenta més tard seguir-li la pista. Nash la descobreix i li demana una explicació quan és atacat per Kurgan. Després d'un breu duel, els dos combatents se separen per l'arribada d'un helicòpter de la policia i fugen.
1541: Mentre passa uns dies plàcids, retirat del món amb la seva companya Heather, Connor MacLeod coneix Juan Sanchez Villa-Lobos Ramirez (Sean Connery), que sembla haver passat les mateixes experiències que ell. Ramirez li explica que, com ell, ha nascut diferent, i que forma part d'un grup únic sobre la terra: els Immortals. La vellesa i la malaltia no els afecta, només poden ser morts per decapitació. Cada Immortal adversari que eliminen d'aquesta manera fa créixer la seva pròpia potència, en un fenomen anomenat quickening, i els apropa del seu objectiu a tots, que és guanyar la recompensa suprema que anomenen el « Premi ». Ramirez decideix llavors de formar Connor en el combat, amb la finalitat donar-li una possibilitat de vèncer el Kurgan, el cavaller negre que l'ha ferit cinc anys abans, i que és el més poderós i el més sanguinari dels Immortals. Ramirez li diu igualment a Connor que els Immortals no poden tenir fills i l'empeny a abandonar Heather, per estalviar-li el patiment de veure-la envellir i morir mentre que ell quedarà igual. Connor refusa. Més tard, mentre Connor és absent, Ramirez i Heather són atacats pel Kurgan. Ramirez, a prop de la victòria al començament del combat, acaba per ser decapitat pel Kurgan, que viola a continuació Heather. Connor torna l'endemà i queda a continuació a nombrosos anys a prop de Heather, fins a la mort d'aquesta. Abandona llavors Escòcia i s'emporta la katana de Ramirez.

## Repartiment
- Christophe Lambert: Connor MacLeod / Russell Edwin Nash
- Roxanne Hart: Brenda J. Wyatt
- Clancy Brown: Kurgan / Victor Kruger
- Sean Connery: Juan Sanchez Villa-Lobos Ramirez
- Beatie Edney: Heather MacLeod
- Alan North: Tinent Frank Moran
- Jon Polito: Inspector Walter Bedsoe
- Sheila Gish: Rachel Ellenstein
- Hugh Quarshie: Sunda Kastagir
- Christopher Malcolm: Kirk Matunas
- Peter Diamond: Iman Fasil
- Billy Hartman: Dugal MacLeod
- James Cosmo: Angus MacLeod
- Celia Imrie: Kate MacLeod
- Ian Reddington: Bassett
- Alistair Findlay: Cap Murdoch
- Edward Wiley: Garfield
- Frank Dux: el vell en cotxe (cameo)[7]
- Russell Mulcahy: un home colpejat pel Kurgan (cameo)[7]

## Càsting

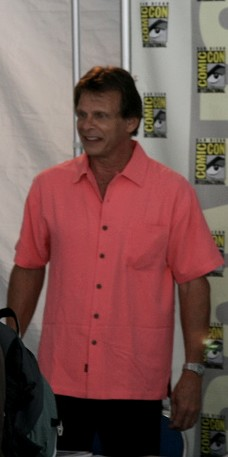
L'actor canadenc Marc Singer, aquí el 2007, era la primera tria dels productors

El paper de Connor MacLeod és en principi proposat a Marc Singer, abans de ser refusat per Mickey Rourke. El paper torna finalment al francès Christophe Lambert, que llavors ha d'estudiar per parlar correctement anglès. La seva única pel·lícula en anglès abans d'aquest va ser Greystoke, la llegenda de Tarzan, on no pronunciava més que algunes paraules.
Virginia Madsen va fer una audició sense èxit pel paper de Heather. Serà tanmateix al cartell de la continuació de la pel·lícula, Highlander, el retorn, el 1991. Catherine Mary Stewart va ser contractada pel paper de Heather MacLeod. No obstant això, per raons desconegudes, va ser reemplaçada per Beatie Edney.
Brooke Adams estava preseleccionada pel paper de Brenda, com Rosanna Arquette, Jennifer Beals, Tanya Roberts i Elisabeth Brooks.
Clancy Brown va vacil·lar molt de temps abans d'acceptar el paper del Kurgan, per una al·lèrgia al maquillatge.

## Rodatge

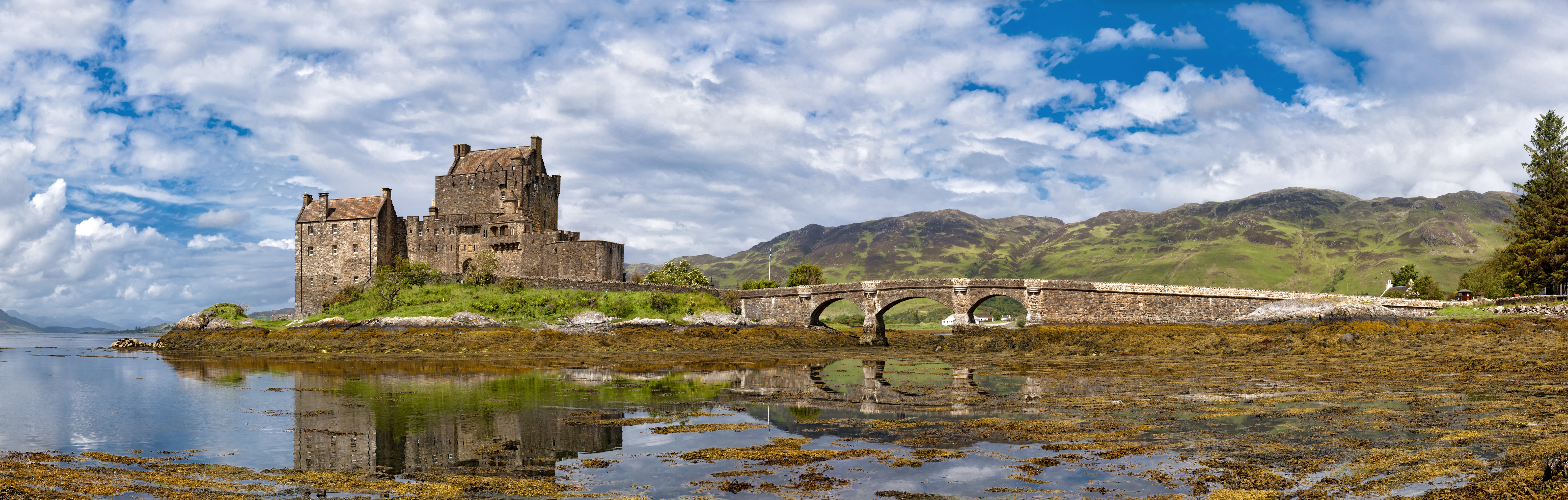
El castell Eilean Donan situat en les Highlands, utilitzat com castell del clan MacLeod

El rodatge es va desenvolupar d'abril a agost de 1985, principalment a Nova York, Escòcia i Anglaterra. Sean Connery només va rodar una sola setmana en raó de la càrrega de feina.
Llocs de rodatge
 Estats Units
Nova York
Pont del carrer 59, Manhattan
Central Park, Manhattan
Nova Jersey
Izod Center, Meadowlands Esports Complex, East Rutherford
 Canadà
Colúmbia Britànica
 Anglaterra
Brocket Hall, Lemsford, Welwyn Garden City, Hertfordshire
Greenwich, Londres
Londres
Església St Augustine, Kilburn, Londres
 Escòcia
Castell de Eilean Donan, Kyle of Lochalsh, Highland
Glen Coe, Highland
Llac Kishorn, Applecross, Highland
Llac Shiel, Highland
Rannoch Moor, Highland
Slioch, Highland
The Study, Glen Coe, Highland
Trotternish Ridge, Skye, Highland
 Gal·les 

## Banda sonora
La partitura orquestral original d'Els inmortals va ser composta per Michael Kamen. El grup de rock britànic Marillion va rebutjar l'oportunitat de gravar la banda sonora perquè estaven en una gira mundial, una oportunitat perduda que el guitarrista Steve Rothery va dir després que lamentava. El cantant escocès de la banda, Fish, també havia acceptat una part de la pel·lícula però es va retirar a causa del conflicte de programació. David Bowie, Sting, i Duran Duran van ser considerats els que feien la banda sonora de la pel·lícula. L'eventual banda sonora inclou diverses cançons de Queen, com ara A Kind of Magic i Princes of the Universe (aquesta última també s'utilitza per a la seqüència del títol de la sèrie de televisió Highlander). Brian May es va inspirar per escriure Who Wants to Live Forever després de veure les escenes d'amor entre Connor i la seva dona Heather, i la cançó finalment va acompanyar a la pel·lícula.
Malgrat una menció al final dels crèdits, fins ara no s'ha publicat un àlbum de banda sonora completa per a "Els inmortals". El disc de Queen de 1986 A Kind of Magic inclou diverses cançons de la pel·lícula (encara que de vegades en diferents arranjaments): Princes of the Universe, Gimme the Prize (Kurgan's Theme) (la versió de l'àlbum inclou fragments de diàlegs de la pel·lícula), One Year of Love, Don't Lose Your Head, Who Wants to Live Forever i A Kind of Magic. El disc i les edicions individuals d'A Kind of Magic presenten una barreja diferent de la de la pel·lícula; una reedició del 2011 del disc inclou la versió inèdita de la cançó Highlander. L'àlbum no inclou l'enregistrament de Queen del tema de New York, New York, que apareix breument a la pel·lícula. Hammer to Fall, una cançó de Queen que s'escolta des d'una ràdio de cotxe en una escena, era d'un àlbum anterior, The Works.
El CD de 1995 Highlander: The Original Scores inclou cinc temes de la partitura de Kamen Highlander (juntament amb sis temes de la partitura de Stewart Copeland de Highlander II i quatre de J. Peter Robinson de Highlander III).